# Gymnopus
 (novembre 2012).
Si vous disposez d'ouvrages ou d'articles de référence ou si vous connaissez des sites web de qualité traitant du thème abordé ici, merci de compléter l'article en donnant les références utiles à sa vérifiabilité et en les liant à la section « Notes et références ».
Genre
Synonymes
- Dictyoploca Mont. ex Pat.[2]

Gymnopus est un genre de champignons basidiomycètes de la famille des Omphalotaceae. 
Le genre comprend plus d'une centaine d'espèces dont la plupart étaient autrefois classées dans les Collybies : la majorité des collybies à spores blanchâtres, dont des espèces très communes telles que la Collybie des chênes ou la Collybie à pied en fuseau, Gymnopus fusipes autrefois Collybia fusipes, sont maintenant placées dans le genre Gymnopus, tandis que celles à spores rosées sont placées dans le genre Rhodocollybia. 

## Synonymie

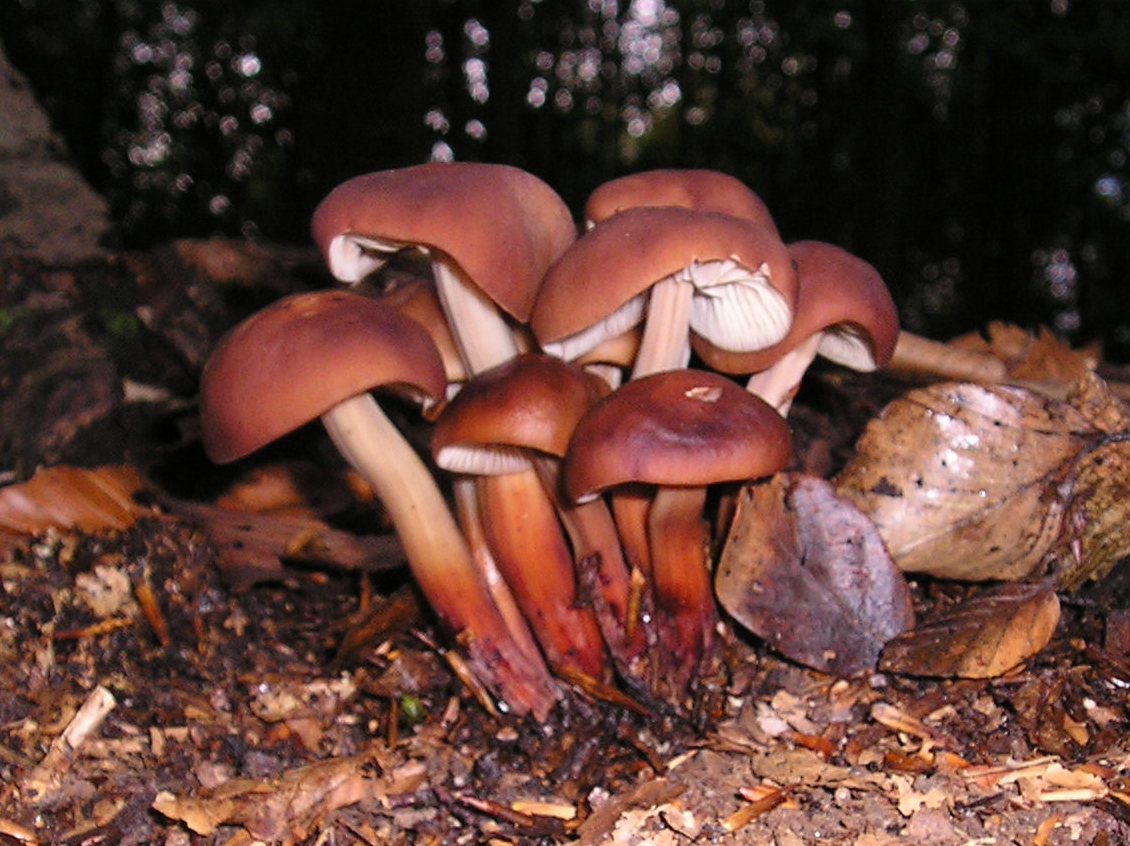
Collybie (Gymnopus) à pied en fuseau

- Gymnopus Duméril & Bibron, 1835 est un synonyme du genre de tortue Trionyx Geoffroy Saint-Hilaire, 1809.

## Liste d'espèces
Selon BioLib (4 février 2019) :
- Gymnopus acervatus (Fr.) Murrill
- Gymnopus alkalivirens (Singer) Halling
- Gymnopus alpinus (Vilgalys & O.K. Mill.) Antonín & Noordel.
- Gymnopus androsaceus (L.) J.L. Mata & R.H. Petersen
- Gymnopus aquosus (Bull.) Antonín & Noordel.
- Gymnopus brassicolens (Romagn.) Antonín & Noordel.
- Gymnopus ceraceicola J.A.Cooper & P. Leonard, 2013
- Gymnopus confluens (Pers.) Antonín, Halling & Noordel.
- Gymnopus dryophilus (Bull.) Murrill
- Gymnopus erythropus (Pers.) Antonín, Halling & Noordel.
- Gymnopus fagiphilus (Velen.) Antonín, Halling & Noordel.
- Gymnopus foetidus (Sowerby) J.L. Mata & R.H. Petersen
- Gymnopus fuscopurpureus (Pers.) Antonín, Halling & Noordel.
- Gymnopus fusipes (Bull.) Gray
- Gymnopus hakaroa J.A.Cooper & P. Leonard, 2013
- Gymnopus hariolorum (Bull.) Antonín, Halling & Noordel.
- Gymnopus herinkii Antonín & Noordel.
- Gymnopus hybridus (Kühner & Romang.) Antonín & Noordel.
- Gymnopus imbricatus J.A.Cooper & P. Leonard, 2013
- Gymnopus impudicus (Fr.) Antonín, Halling & Noordel.
- Gymnopus inodorus (Pat.) Antonín & Noordel.
- Gymnopus luxurians (Peck) Murrill
- Gymnopus ocior (Pers.) Antonín & Noordel.
- Gymnopus oreadoides (Pass.) Antonín & Noordel.
- Gymnopus perforans (Hoffm.) Antonín & Noordel.
- Gymnopus peronatus (Bolton) Gray
- Gymnopus putillus (Fr.) Antonín, Halling & Noordel.
- Gymnopus quercophilus (Pouzar) Antonín & Noordel.
- Gymnopus semihirtipes (Peck) Halling
- Gymnopus terginus (Fr.) Antonín & Noordel.
- Gymnopus vernus (Ryman) Antonín & Noordel.

Selon Catalogue of Life (4 février 2019) :
- Gymnopus agricola Murrill, 1916
- Gymnopus albipes Har. Takah. & Taneyama, 2016
- Gymnopus albistrictus Murrill, 1938
- Gymnopus alcalinolens (Peck) Murrill, 1916
- Gymnopus alkalivirens (Singer) Halling, 1997
- Gymnopus allegreti (De Seynes) A. W. Wilson, Desjardin & E. Horak, 2004
- Gymnopus alnicola J. L. Mata & Halling, 2004
- Gymnopus alpicola (Bon & Ballarà) Esteve-Rav., V. González, Arenal & E. Horak, 1998
- Gymnopus alpinus (Vilgalys & O. K. Mill.) Antonín & Noordel., 1997
- Gymnopus amygdalisporus Polemis & Noordel., 2007
- Gymnopus androsaceus (L.) Della Maggiora & Trassin., 2014
- Gymnopus aporpohyphes (Singer) Tkalčec & Mešić, 2013
- Gymnopus aquosus (Bull.) Antonín & Noordel., 1997
- Gymnopus asetosus Antonín, Ryoo & K. H. Ka, 2014
- Gymnopus atlanticus Coimbra, Pinheiro, Wartchow & Gibertoni, 2015
- Gymnopus atratoides (Peck) Murrill, 1916
- Gymnopus atrigilvus Murrill, 1946
- Gymnopus aurantiacus Murrill, 1939
- Gymnopus aurantiipes (Corner) A. W. Wilson, Desjardin & E. Horak, 2004
- Gymnopus austrosemihirtipes A. W. Wilson, Desjardin & E. Horak, 2004
- Gymnopus avellaneidiscus Murrill, 1916
- Gymnopus avellaneigriseus Murrill, 1916
- Gymnopus bactrosporus (Singer) Mešić & Tkalčec, 2013
- Gymnopus barbipes R. H. Petersen & K. W. Hughes, 2014
- Gymnopus beltraniae Bañares, Antonín & G. Moreno, 2007
- Gymnopus benoistii (Boud.) Antonín & Noordel., 1997
- Gymnopus bicolor A. W. Wilson, Desjardin & E. Horak, 2004
- Gymnopus biformis (Peck) Halling, 1997
- Gymnopus billbowesii Desjardin & B. A. Perry, 2017
- Gymnopus bisporiger Antonín & Noordel., 2008
- Gymnopus bisporus (J. Carbó & Pérez-De-Greg.) J. Carbó & Pérez-De-Greg., 2006
- Gymnopus brassicolens (Romagn.) Antonín & Noordel., 1997
- Gymnopus brevistipitatus (Antonín) Tkalčec & Mešić, 2013
- Gymnopus brunneigracilis (Corner) A. W. Wilson, Desjardin & E. Horak, 2004
- Gymnopus brunnescens (Murrill) M. Villarreal, Heykoop & Esteve-Rav., 2002
- Gymnopus bulliformis R. H. Petersen, 2016
- Gymnopus butyraceus-trichopus Murrill, 1938
- Gymnopus campinaranae (Singer) Mešić & Tkalčec, 2013
- Gymnopus carnosus (Curtis) Murrill, 1916
- Gymnopus caryophilus Murrill, 1945
- Gymnopus castaneus M. Villarreal, Heykoop & Esteve-Rav., 2002
- Gymnopus catalonicus (Vila & Llimona) Vila & Llimona, 2006
- Gymnopus ceraceicola J. A. Cooper & P. Leonard, 2013
- Gymnopus cervinicolor (Murrill) J. L. Mata, 2009
- Gymnopus cervinus (Henn.) Desjardin & B. A. Perry, 2017
- Gymnopus cinchonensis Murrill, 1916
- Gymnopus cockaynei (G. Stev.) J. A. Cooper & P. Leonard, 2012
- Gymnopus collybioides (Speg.) Desjardin, Halling & Hemmes, 1999
- Gymnopus confluens (Pers.) Antonín, Halling & Noordel., 1997
- Gymnopus coniceps Murrill, 1942
- Gymnopus contrarius (Peck) Halling, 1997
- Gymnopus coracicolor (Berk. & M. A. Curtis) J. L. Mata, 2009
- Gymnopus cremeimellus Murrill, 1916
- Gymnopus cremeostipitatus Antonín, Ryoo & K. H. Ka, 2014
- Gymnopus cremoraceus (Peck) Murrill, 1916
- Gymnopus cylindricus J. L. Mata, 2004
- Gymnopus densilamellatus Antonín, Ryoo & Ka, 2016
- Gymnopus dentatus Murrill, 1916
- Gymnopus denticulatus Murrill, 1916
- Gymnopus detersibilis (Berk. & M. A. Curtis) Murrill, 1916
- Gymnopus dichrous (Berk. & M. A. Curtis) Halling, 1997
- Gymnopus diminutus (Berk. & Broome) A. W. Wilson, Desjardin & E. Horak, 2004
- Gymnopus discipes (Clem.) Murrill, 1916
- Gymnopus disjunctus R. H. Petersen & K. W. Hughes, 2014
- Gymnopus dispermus E. Ludw., 2012
- Gymnopus domesticus Murrill, 1916
- Gymnopus druceae (G. Stev.) J. A. Cooper & P. Leonard, 2012
- Gymnopus dryophilus (Bull.) Murrill, 1916
- Gymnopus dysodes (Halling) Halling, 1997
- Gymnopus dysosmus Polemis & Noordel., 2007
- Gymnopus earleae Murrill, 1916
- Gymnopus eatonae Murrill, 1916
- Gymnopus ellisii Murrill, 1917
- Gymnopus eneficola R. H. Petersen, 2014
- Gymnopus erythropus (Pers.) Antonín, Halling & Noordel., 1997
- Gymnopus expallens (Peck) Murrill, 1916
- Gymnopus exsculptus (Fr.) Murrill, 1916
- Gymnopus fagiphilus (Velen.) Antonín, Halling & Noordel., 1997
- Gymnopus farinaceus Murrill, 1916
- Gymnopus fasciatus (Penn.) Halling, 1997
- Gymnopus fibrosipes (Berk. & M. A. Curtis) J. L. Mata, 2003
- Gymnopus flavescens Murrill, 1916
- Gymnopus floridanus Murrill, 1939
- Gymnopus foetidus (Sowerby) P. M. Kirk, 2014
- Gymnopus foliiphilus R. H. Petersen, 2016
- Gymnopus fragillior R. H. Petersen, 2016
- Gymnopus fuegianus (Singer) Halling & J. L. Mata, 2004
- Gymnopus fuliginellus (Peck) Murrill, 1916
- Gymnopus fulvidiscus Murrill, 1916
- Gymnopus funalis (Har. Takah.) Antonín, Ryoo & Shin, 2014
- Gymnopus fuscolilacinus (Peck) Murrill, 1916
- Gymnopus fuscopurpureus (Pers.) Antonín, Halling & Noordel., 1997
- Gymnopus fuscotramus Mešić, Tkalčec & Chun Y. Deng, 2011
- Gymnopus fusipes (Bull.) Gray, 1821
- Gymnopus gibbosus (Corner) A. W. Wilson, Desjardin & E. Horak, 2004
- Gymnopus glabrocystidiatus Antonín, Ryoo & K. H. Ka, 2014
- Gymnopus glabrosipes R. H. Petersen, 2016
- Gymnopus glatfelteri Murrill, 1916
- Gymnopus griseifolius Murrill, 1916
- Gymnopus hakaroa J. A. Cooper & P. Leonard, 2013
- Gymnopus hariolorum (Bull.) Antonín, Halling & Noordel., 1997
- Gymnopus herinkii Antonín & Noordel., 1996
- Gymnopus hirtelloides Desjardin & B. A. Perry, 2017
- Gymnopus hirtellus (Berk. & Broome) Desjardin & B. A. Perry, 2017
- Gymnopus hondurensis (Murrill) J. L. Mata, 2003
- Gymnopus huijsmanii Antonín & Noordel., 1997
- Gymnopus hybridus (Kühner & Romagn.) Antonín & Noordel., 1997
- Gymnopus imbricatus J. A. Cooper & P. Leonard, 2013
- Gymnopus impudicus (Fr.) Antonín, Halling & Noordel., 1997
- Gymnopus indoctoides A. W. Wilson, Desjardin & E. Horak, 2004
- Gymnopus indoctus (Corner) A. W. Wilson, Desjardin & E. Horak, 2004
- Gymnopus inexpectatus Consiglio, Vizzini, Antonín & Contu, 2008
- Gymnopus inodorus (Pat.) Antonín & Noordel., 1997
- Gymnopus inusitatus (Vila & Llimona) Vila & Llimona, 2006
- Gymnopus iocephalus (Berk. & M. A. Curtis) Halling, 1997
- Gymnopus irresolutus Desjardin & B. A. Perry, 2017
- Gymnopus jamaicensis Murrill, 1916
- Gymnopus johnstonii (Murrill) A. W. Wilson, Desjardin & E. Horak, 2004
- Gymnopus junquilleus R. H. Petersen & J. L. Mata, 2006
- Gymnopus kauffmanii (Halling) Halling, 1997
- Gymnopus kidsoniae (G. Stev.) J. A. Cooper & P. Leonard, 2012
- Gymnopus lachnophyllus (Berk.) Murrill, 1916
- Gymnopus lanipes (Malençon & Bertault) Vila & Llimona, 2006
- Gymnopus lodgeae (Singer) J. L. Mata, 2003
- Gymnopus loiseleurietorum (M. M. Moser, Gerhold & Tobies) Antonín & Noordel., 1997
- Gymnopus luxurians (Peck) Murrill, 1916
- Gymnopus macropus Halling, 1996
- Gymnopus mammillatus Murrill, 1939
- Gymnopus melanopus A. W. Wilson, Desjardin & E. Horak, 2004
- Gymnopus menehune Desjardin, Halling & Hemmes, 1999
- Gymnopus mesoamericanus J. L. Mata, 2006
- Gymnopus micromphaleoides R. H. Petersen & K. W. Hughes, 2014
- Gymnopus microspermus (Peck) Murrill, 1916
- Gymnopus microsporus (Peck) Murrill, 1916
- Gymnopus montagnei (Berk.) Redhead, 2014
- Gymnopus monticola Murrill, 1916
- Gymnopus moseri Antonín & Noordel., 1997
- Gymnopus mucubajiensis (Dennis) Halling, 1996
- Gymnopus musicola Murrill, 1916
- Gymnopus mustachius Desjardin & B. A. Perry, 2017
- Gymnopus neotropicus (Singer) J. L. Mata, 2003
- Gymnopus nigritiformis Murrill, 1916
- Gymnopus nigroimplicatus (Corner) Mešić, Tkalčec & Chun Y. Deng, 2013
- Gymnopus nonnullus (Corner) A. W. Wilson, Desjardin & E. Horak, 2004
- Gymnopus nubicola Halling, 1996
- Gymnopus obscuroides Antonín & Legon, 2008
- Gymnopus ocellus Desjardin & B. A. Perry, 2017
- Gymnopus ocior (Pers.) Antonín & Noordel., 1997
- Gymnopus oculatus Murrill, 1916
- Gymnopus omphalina Murrill, 1945
- Gymnopus omphalodes (Berk.) Halling & J. L. Mata, 2004
- Gymnopus oncospermatis (Corner) Har. Takah., 2002
- Gymnopus oreadoides (Pass.) Antonín & Noordel., 1997
- Gymnopus orizabensis Murrill, 1916
- Gymnopus pacificus (Singer) Tkalčec & Mešić, 2013
- Gymnopus pallidus Murrill, 1916
- Gymnopus parvulus J. L. Mata, R. H. Petersen & K. W. Hughes, 2006
- Gymnopus perforans (Hoffm.) Antonín & Noordel., 2008
- Gymnopus peronatus (Bolton) Gray, 1821
- Gymnopus phyllogenus Har. Takah., Taneyama & Terashima, 2016
- Gymnopus physcopodius (Mont.) Murrill, 1916
- Gymnopus piceipes T. Miyam. & Igarashi, 2001
- Gymnopus pilularius (Mont.) Murrill, 1916
- Gymnopus pinophilus R. H. Petersen, 2016
- Gymnopus pleurocystidiatus Desjardin & B. A. Perry, 2017
- Gymnopus polygrammus (Mont.) J. L. Mata, 2003
- Gymnopus polyphyllus (Peck) Halling, 1997
- Gymnopus ponderosae R. H. Petersen, 2016
- Gymnopus potassiovirescens (Contu) Antonín & Noordel., 2008
- Gymnopus pseudolodgeae J. L. Mata, 2004
- Gymnopus pseudoluxurians R. H. Petersen & K. W. Hughes, 2014
- Gymnopus pseudomphalodes (Dennis) J. L. Mata, 2006
- Gymnopus pubipes Antonín, A. Ortega & Esteve-Rav., 2003
- Gymnopus purpureicollus (Corner) A. W. Wilson, Desjardin & E. Horak, 2004
- Gymnopus putillus (Fr.) Antonín, Halling & Noordel., 1997
- Gymnopus pygmaeus V. Coimbra, E. Larss., Wartchow & Gibertoni, 2016
- Gymnopus pyracanthoides R. H. Petersen, 2016
- Gymnopus pyrenaeicus (Bon & Ballarà) Antonín & Noordel., 2008
- Gymnopus quercophilus (Pouzar) Antonín & Noordel., 2008
- Gymnopus quinaultii R. H. Petersen, 2016
- Gymnopus ramulicola T. H. Li & S. F. Deng, 2016
- Gymnopus readiae (G. Stev.) J. L. Mata, 2006
- Gymnopus reginae E. Ludw., 2012
- Gymnopus rhizomorphicola (Antonín) Mešić & Tkalčec, 2013
- Gymnopus rigidichordus (Petch) Tkalčec & Mešić, 2013
- Gymnopus rodhallii Desjardin & B. A. Perry, 2017
- Gymnopus roseilividus Murrill, 1916
- Gymnopus semihirtipes (Peck) Halling, 1997
- Gymnopus sepiiconicus (Corner) A. W. Wilson, Desjardin & E. Horak, 2004
- Gymnopus sequoiae (Desjardin) R. H. Petersen, 2016
- Gymnopus similis Antonín, Ryoo & Ka, 2016
- Gymnopus sinuatus Murrill, 1916
- Gymnopus sphaerosporus M. Villarreal, Arenal & G. Moreno, 2006
- Gymnopus spongiosus (Berk. & M. A. Curtis) Halling, 1996
- Gymnopus squamiger Murrill, 1916
- Gymnopus stenophyllus (Mont.) J. L. Mata & R. H. Petersen, 2004
- Gymnopus striatipes (Peck) Halling, 1997
- Gymnopus subabundans Murrill, 1946
- Gymnopus subaquosus de Meijer, 2009
- Gymnopus subavellaneus Murrill, 1916
- Gymnopus subconiceps Murrill, 1946
- Gymnopus subcyathiformis (Murrill) Desjardin, Halling & Hemmes, 1999
- Gymnopus subflavescens Murrill, 1916
- Gymnopus subflavifolius Murrill, 1916
- Gymnopus subfunicularis Murrill, 1946
- Gymnopus sublaccatus R. H. Petersen, 2016
- Gymnopus sublatericius Murrill, 1916
- Gymnopus subluxurians Murrill, 1945
- Gymnopus subnivulosus Murrill, 1916
- Gymnopus subnudus (Ellis ex Peck) Halling 1997
- Gymnopus subpruinosus (Murrill) Desjardin, Halling & Hemmes, 1999
- Gymnopus subrigidichordus (Corner) Tkalčec, Mešić & Chun Y. Deng, 2013
- Gymnopus subrugosus Murrill, 1916
- Gymnopus subsulphureus (Peck) Murrill, 1916
- Gymnopus subsupinus (Berk.) J. A. Cooper, 2014
- Gymnopus subterginus (Halling) Halling, 1997
- Gymnopus subtortipes Murrill, 1946
- Gymnopus talisiae Coimbra, Pinheiro, Wartchow & Gibertoni, 2015
- Gymnopus tamatavae (Bouriquet) Antonín, Buyck & Randrianj., 2005
- Gymnopus terginus (Fr.) Antonín & Noordel., 1997
- Gymnopus termiticola (Corner) A. W. Wilson, Desjardin & E. Horak, 2004
- Gymnopus texensis (Berk. & M. A. Curtis) Murrill, 1916
- Gymnopus thiersii (Desjardin) Mešić & Tkalčec, 2013
- Gymnopus tomentellus (Berk. & M. A. Curtis) Tkalčec & Mešić, 2013
- Gymnopus tortipes Murrill, 1916
- Gymnopus trabzonensis Vizzini, Antonin, Seslı & Contu, 2015
- Gymnopus tricholoma Murrill, 1941
- Gymnopus trogioides A. W. Wilson, Desjardin & E. Horak, 2004
- Gymnopus ugandensis (Pegler) Desjardin & B. A. Perry, 2017
- Gymnopus uniformis (Peck) Murrill, 1916
- Gymnopus variicolor Antonín, Ryoo, Ka & Tomšovský, 2016
- Gymnopus vernus (Ryman) Antonín & Noordel., 2008
- Gymnopus villosipes (Cleland) Desjardin, Halling & B. A. Perry, 1997
- Gymnopus vinaceus (G. Stev.) J. A. Cooper & P. Leonard, 2012
- Gymnopus virescens A. W. Wilson, Desjardin & E. Horak, 2004
- Gymnopus virginianus Murrill, 1916
- Gymnopus vitellinipes A. W. Wilson, Desjardin & E. Horak, 2004
- Gymnopus volkertii Murrill, 1916

Selon Index Fungorum (4 février 2019) :
- Gymnopus agricola Murrill 1916
- Gymnopus albipes Har. Takah. & Taneyama 2016
- Gymnopus albistrictus Murrill 1938
- Gymnopus albus (Peck) Murrill 1916
- Gymnopus albus Gray 1821
- Gymnopus alcalinolens (Peck) Murrill 1916
- Gymnopus alkalivirens (Singer) Halling 1997
- Gymnopus allegreti (De Seynes) A.W. Wilson, Desjardin & E. Horak 2004
- Gymnopus alnicola J.L. Mata & Halling 2004
- Gymnopus alpicola (Bon & Ballarà) Esteve-Rav., V. González, Arenal & E. Horak 1998
- Gymnopus alpinus (Vilgalys & O.K. Mill.) Antonín & Noordel. 1997
- Gymnopus amygdalisporus Polemis & Noordel. 2007
- Gymnopus androsaceus (L.) Della Magg. & Trassin. 2014
- Gymnopus aporpohyphes (Singer) Tkalčec & Mešić 2013
- Gymnopus aquosus (Bull.) Antonín & Noordel. 1997
- Gymnopus asetosus Antonín, Ryoo & Ka 2014
- Gymnopus atlanticus V. Coimbra, Pinheiro, Wartchow & Gibertoni 2015
- Gymnopus atratoides (Peck) Murrill 1916
- Gymnopus atriceps Murrill 1942
- Gymnopus atrigilvus Murrill 1946
- Gymnopus aurantiacus Murrill 1939
- Gymnopus aurantiipes (Corner) A.W. Wilson, Desjardin & E. Horak 2004
- Gymnopus austrosemihirtipes A.W. Wilson, Desjardin & E. Horak 2004
- Gymnopus avellaneidiscus Murrill 1916
- Gymnopus avellaneigriseus Murrill 1916
- Gymnopus bactrosporus (Singer) Mešić & Tkalčec 2013
- Gymnopus barbipes R.H. Petersen & K.W. Hughes 2014
- Gymnopus bazugensis S.A. Cantrell & Lodge 2008
- Gymnopus beltraniae Bañares, Antonín & G. Moreno 2007
- Gymnopus benoistii (Boud.) Antonín & Noordel. 1997
- Gymnopus bicolor A.W. Wilson, Desjardin & E. Horak 2004
- Gymnopus biformis (Peck) Halling 1997
- Gymnopus billbowesii Desjardin & B.A. Perry 2017
- Gymnopus bisporiger Antonín & Noordel. 2008
- Gymnopus bisporus (J. Carbó & Pérez-De-Greg.) J. Carbó & Pérez-De-Greg. 2006
- Gymnopus brassicolens (Romagn.) Antonín & Noordel. 1997
- Gymnopus brevistipitatus (Antonín) Tkalčec & Mešić 2013
- Gymnopus brunneigracilis (Corner) A.W. Wilson, Desjardin & E. Horak 2004
- Gymnopus brunnescens (Murrill) M. Villarreal, Heykoop & Esteve-Rav. 2002
- Gymnopus bulliformis R.H. Petersen 2016
- Gymnopus butyraceus-trichopus Murrill 1938
- Gymnopus campinaranae (Singer) Mešić & Tkalčec 2013
- Gymnopus carnosus (Curtis) Murrill 1916
- Gymnopus caryophilus Murrill 1945
- Gymnopus castaneidiscus Murrill 1939
- Gymnopus castaneus M. Villarreal, Heykoop & Esteve-Rav. 2002
- Gymnopus catalonicus (Vila & Llimona) Vila & Llimona 2006
- Gymnopus ceraceicola J.A. Cooper & P. Leonard 2013
- Gymnopus cervinicolor (Murrill) J.L. Mata 2009
- Gymnopus cervinus (Henn.) Desjardin & B.A. Perry 2017
- Gymnopus cinchonensis Murrill 1916
- Gymnopus cockaynei (G. Stev.) J.A. Cooper & P. Leonard 2012
- Gymnopus collybioides (Speg.) Desjardin, Halling & Hemmes 1999
- Gymnopus compressus Gray 1821
- Gymnopus confluens (Pers.) Antonín, Halling & Noordel. 1997
- Gymnopus coniceps Murrill 1942
- Gymnopus contrarius (Peck) Halling 1997
- Gymnopus coracicolor (Berk. & M.A. Curtis) J.L. Mata 2009
- Gymnopus cremeimellus Murrill 1916
- Gymnopus cremeostipitatus Antonín, Ryoo & Ka 2014
- Gymnopus cremoraceus (Peck) Murrill 1916
- Gymnopus cylindricus J.L. Mata 2004
- Gymnopus densilamellatus Antonín, Ryoo & Ka 2016
- Gymnopus dentatus Murrill 1916
- Gymnopus denticulatus Murrill 1916
- Gymnopus detersibilis (Berk. & M.A. Curtis) Murrill 1916
- Gymnopus dichrous (Berk. & M.A. Curtis) Halling 1997
- Gymnopus diminutus (Berk. & Broome) A.W. Wilson, Desjardin & E. Horak 2004
- Gymnopus discipes (Clem.) Murrill 1916
- Gymnopus disjunctus R.H. Petersen & K.W. Hughes 2014
- Gymnopus dispermus E. Ludw. 2012
- Gymnopus domesticus Murrill 1916
- Gymnopus druceae (G. Stev.) J.A. Cooper & P. Leonard 2012
- Gymnopus dryophilus (Bull.) Murrill 1916
- Gymnopus dysodes (Halling) Halling 1997
- Gymnopus dysosmus Polemis & Noordel. 2007
- Gymnopus earleae Murrill 1916
- Gymnopus eatonae Murrill 1916
- Gymnopus ellisii Murrill 1917
- Gymnopus eneficola R.H. Petersen 2014
- Gymnopus erythropus (Pers.) Antonín, Halling & Noordel. 1997
- Gymnopus expallens (Peck) Murrill 1916
- Gymnopus exsculptus (Fr.) Murrill 1916
- Gymnopus fagiphilus (Velen.) Antonín, Halling & Noordel. 1997
- Gymnopus farinaceus Murrill 1916
- Gymnopus fasciatus (Penn.) Halling 1997
- Gymnopus fertilis (Pers.) Gray 1821
- Gymnopus fibrosipes (Berk. & M.A. Curtis) J.L. Mata 2003
- Gymnopus flavescens Murrill 1916
- Gymnopus floridanus Murrill 1939
- Gymnopus foetidus (Sowerby) P.M. Kirk 2014
- Gymnopus foliiphilus R.H. Petersen 2016
- Gymnopus fragillior R.H. Petersen 2016
- Gymnopus fuegianus (Singer) Halling & J.L. Mata 2004
- Gymnopus fuliginellus (Peck) Murrill 1916
- Gymnopus fulvidiscus Murrill 1916
- Gymnopus funalis (Har. Takah.) Antonín, Ryoo & Ka 2014
- Gymnopus fuscolilacinus (Peck) Murrill 1916
- Gymnopus fuscopurpureus (Pers.) Antonín, Halling & Noordel. 1997
- Gymnopus fuscotramus Mešić, Tkalčec & Chun Y. Deng 2011
- Gymnopus fusipes (Bull.) Gray 1821
- Gymnopus fusipes Rabenh. 1858
- Gymnopus gibbosus (Corner) A.W. Wilson, Desjardin & E. Horak 2004
- Gymnopus glabrocystidiatus Antonín, Ryoo & Ka 2014
- Gymnopus glabrosipes R.H. Petersen 2016
- Gymnopus glatfelteri Murrill 1916
- Gymnopus griseifolius Murrill 1916
- Gymnopus hakaroa J.A. Cooper & P. Leonard 2013
- Gymnopus hariolorum (Bull.) Antonín, Halling & Noordel. 1997
- Gymnopus herinkii Antonín & Noordel. 1996
- Gymnopus hirtelloides Desjardin & B.A. Perry 2017
- Gymnopus hirtellus (Berk. & Broome) Desjardin & B.A. Perry 2017
- Gymnopus hondurensis (Murrill) J.L. Mata 2003
- Gymnopus huijsmanii Antonín & Noordel. 1997
- Gymnopus hybridus (Kühner & Romagn.) Antonín & Noordel. 1997
- Gymnopus imbricatus J.A. Cooper & P. Leonard 2013
- Gymnopus impudicus (Fr.) Antonín, Halling & Noordel. 1997
- Gymnopus indoctoides A.W. Wilson, Desjardin & E. Horak 2004
- Gymnopus indoctus (Corner) A.W. Wilson, Desjardin & E. Horak 2004
- Gymnopus inexpectatus Consiglio, Vizzini, Antonín & Contu 2008
- Gymnopus inodorus (Pat.) Antonín & Noordel. 1997
- Gymnopus inusitatus (Vila & Llimona) Vila & Llimona 2006
- Gymnopus iocephalus (Berk. & M.A. Curtis) Halling 1997
- Gymnopus irresolutus Desjardin & B.A. Perry 2017
- Gymnopus jamaicensis Murrill 1916
- Gymnopus johnstonii (Murrill) A.W. Wilson, Desjardin & E. Horak 2004
- Gymnopus junquilleus R.H. Petersen & J.L. Mata 2006
- Gymnopus kauffmanii (Halling) Halling 1997
- Gymnopus kidsoniae (G. Stev.) J.A. Cooper & P. Leonard 2012
- Gymnopus lachnophyllus (Berk.) Murrill 1916
- Gymnopus lanipes (Malençon & Bertault) Vila & Llimona 2006
- Gymnopus lodgeae (Singer) J.L. Mata 2003
- Gymnopus loiseleurietorum (M.M. Moser, Gerhold & Tobies) Antonín & Noordel. 1997
- Gymnopus ludovicianus Murrill 1916
- Gymnopus luxurians (Peck) Murrill 1916
- Gymnopus macropus Halling 1996
- Gymnopus mammillatus Murrill 1939
- Gymnopus melanopus A.W. Wilson, Desjardin & E. Horak 2004
- Gymnopus menehune Desjardin, Halling & Hemmes 1999
- Gymnopus mesoamericanus J.L. Mata 2006
- Gymnopus micromphaloides R.H. Petersen & K.W. Hughes 2014
- Gymnopus microspermus (Peck) Murrill 1916
- Gymnopus microsporus (Peck) Murrill 1916
- Gymnopus montagnei (Berk.) Redhead 2014
- Gymnopus monticola Murrill 1916
- Gymnopus moseri Antonín & Noordel. 1997
- Gymnopus mucubajiensis (Dennis) Halling 1996
- Gymnopus musicola Murrill 1916
- Gymnopus mustachius Desjardin & B.A. Perry 2017
- Gymnopus neotropicus (Singer) J.L. Mata 2003
- Gymnopus nidus-avis E. César, Bandala & Montoya 2018
- Gymnopus nigritiformis Murrill 1916
- Gymnopus nigroimplicatus (Corner) Mešić, Tkalčec & Chun Y. Deng 2013
- Gymnopus nonnullus (Corner) A.W. Wilson, Desjardin & E. Horak 2004
- Gymnopus nubicola Halling 1996
- Gymnopus obscuroides Antonín & Legon 2008
- Gymnopus ocellus Desjardin & B.A. Perry 2017
- Gymnopus ocior (Pers.) Antonín & Noordel. 1997
- Gymnopus oculatus Murrill 1916
- Gymnopus omphalina Murrill 1945
- Gymnopus omphalodes (Berk.) Halling & J.L. Mata 2004
- Gymnopus oncospermatis (Corner) Har. Takah. 2002
- Gymnopus oreadoides (Pass.) Antonín & Noordel. 1997
- Gymnopus orizabensis Murrill 1916
- Gymnopus pacificus (Singer) Tkalčec & Mešić 2013
- Gymnopus pallidus Murrill 1916
- Gymnopus parvulus J.L. Mata, R.H. Petersen & K.W. Hughes 2006
- Gymnopus perforans (Hoffm.) Antonín & Noordel. 2008
- Gymnopus peronatus (Bolton) Gray 1821
- Gymnopus phyllogenus Har. Takah., Taneyama & Terashima 2016
- Gymnopus physcopodius (Mont.) Murrill 1916
- Gymnopus piceipes T. Miyam. & Igarashi 2001
- Gymnopus pilularius (Mont.) Murrill 1916
- Gymnopus pinophilus R.H. Petersen 2016
- Gymnopus pleurocystidiatus Desjardin & B.A. Perry 2017
- Gymnopus plumosus (Bolton) Gray 1821
- Gymnopus polygrammus (Mont.) J.L. Mata 2003
- Gymnopus polyphyllus (Peck) Halling 1997
- Gymnopus ponderosae R.H. Petersen 2016
- Gymnopus portoricensis R.H. Petersen 2019
- Gymnopus potassiovirescens (Contu) Antonín & Noordel. 2008
- Gymnopus pseudolodgeae J.L. Mata 2004
- Gymnopus pseudoluxurians R.H. Petersen & K.W. Hughes 2014
- Gymnopus pseudomphalodes (Dennis) J.L. Mata 2006
- Gymnopus pubipes Antonín, A. Ortega & Esteve-Rav. 2003
- Gymnopus purpureicollus (Corner) A.W. Wilson, Desjardin & E. Horak 2004
- Gymnopus putillus (Fr.) Antonín, Halling & Noordel. 1997
- Gymnopus pygmaeus V. Coimbra, E. Larss., Wartchow & Gibertoni 2016
- Gymnopus pyracanthoides R.H. Petersen 2016
- Gymnopus pyrenaeicus (Bon & Ballarà) Antonín & Noordel. 2008
- Gymnopus quercophilus (Pouzar) Antonín & Noordel. 2008
- Gymnopus quinaultii R.H. Petersen 2016
- Gymnopus ramulicola T.H. Li & S.F. Deng 2016
- Gymnopus readiae (G. Stev.) J.L. Mata 2006
- Gymnopus reginae E. Ludw. 2012
- Gymnopus rhizomorphicola (Antonín) Mešić & Tkalčec 2013
- Gymnopus rigidichordus (Petch) Tkalčec & Mešić 2013
- Gymnopus rodhallii Desjardin & B.A. Perry 2017
- Gymnopus roseilividus Murrill 1916
- Gymnopus salakensis A.W. Wilson, Desjardin & E. Horak 2004
- Gymnopus semihirtipes (Peck) Halling 1997
- Gymnopus sepiiconicus (Corner) A.W. Wilson, Desjardin & E. Horak 2004
- Gymnopus sequoiae (Desjardin) R.H. Petersen 2016
- Gymnopus similis Antonín, Ryoo & Ka 2016
- Gymnopus sinuatus Murrill 1916
- Gymnopus sphaerosporus M. Villarreal, Arenal & G. Moreno 2006
- Gymnopus spongiosus (Berk. & M.A. Curtis) Halling 1996
- Gymnopus squamiger Murrill 1916
- Gymnopus stenophyllus (Mont.) J.L. Mata & R.H. Petersen 2004
- Gymnopus striatipes (Peck) Halling 1997
- Gymnopus subabundans Murrill 1946
- Gymnopus subaquosus de Meijer 2009
- Gymnopus subavellaneus Murrill 1916
- Gymnopus subconiceps Murrill 1946
- Gymnopus subcyathiformis (Murrill) Desjardin, Halling & Hemmes 1999
- Gymnopus subflavescens Murrill 1916
- Gymnopus subflavifolius Murrill 1916
- Gymnopus subfunicularis Murrill 1946
- Gymnopus sublaccatus R.H. Petersen 2016
- Gymnopus sublatericius Murrill 1916
- Gymnopus subluxurians Murrill 1945
- Gymnopus subnivulosus Murrill 1916
- Gymnopus subnudus (Ellis ex Peck) Halling 1997
- Gymnopus subpruinosus (Murrill) Desjardin, Halling & Hemmes 1999
- Gymnopus subrigidichordus (Corner) Tkalčec, Mešić & Chun Y. Deng 2013
- Gymnopus subrugosus Murrill 1916
- Gymnopus subsulphureus (Peck) Murrill 1916
- Gymnopus subsupinus (Berk.) J.A. Cooper 2014
- Gymnopus subterginus (Halling) Halling 1997
- Gymnopus subtortipes Murrill 1946
- Gymnopus talisiae V. Coimbra, Pinheiro, Wartchow & Gibertoni 2015
- Gymnopus tamatavae (Bouriquet) Antonín, Buyck & Randrianj. 2005
- Gymnopus tamblinganensis A.W. Wilson, Desjardin & E. Horak 2004
- Gymnopus terginus (Fr.) Antonín & Noordel. 1997
- Gymnopus termiticola (Corner) A.W. Wilson, Desjardin & E. Horak 2004
- Gymnopus texensis (Berk. & M.A. Curtis) Murrill 1916
- Gymnopus thiersii (Desjardin) Mešić & Tkalčec 2013
- Gymnopus tomentellus (Berk. & M.A. Curtis) Tkalčec & Mešić 2013
- Gymnopus tortipes Murrill 1916
- Gymnopus trabzonensis Vizzini, Antonín, Seslı & Contu 2015
- Gymnopus tricholoma Murrill 1941
- Gymnopus trogioides A.W. Wilson, Desjardin & E. Horak 2004
- Gymnopus ugandensis (Pegler) Desjardin & B.A. Perry 2017
- Gymnopus uniformis (Peck) Murrill 1916
- Gymnopus variicolor Antonín, Ryoo, Ka & Tomšovský 2016
- Gymnopus vernus (Ryman) Antonín & Noordel. 2008
- Gymnopus villosipes (Cleland) Desjardin, Halling & B.A. Perry 1997
- Gymnopus vinaceus (G. Stev.) J.A. Cooper & P. Leonard 2012
- Gymnopus virescens A.W. Wilson, Desjardin & E. Horak 2004
- Gymnopus virginianus Murrill 1916
- Gymnopus viridis Gray 1821
- Gymnopus vitellinipes A.W. Wilson, Desjardin & E. Horak 2004
- Gymnopus volkertii Murrill 1916
- Gymnopus westii (Murrill) E. César, Bandala & Montoya 2018

Selon MycoBank (4 février 2019) :
- Gymnopus acervatus
- Gymnopus agricola
- Gymnopus albidulus
- Gymnopus albidus
- Gymnopus albipes
- Gymnopus albipilatus
- Gymnopus albistrictus
- Gymnopus albogriseus
- Gymnopus albuminosus
- Gymnopus albus
- Gymnopus albus
- Gymnopus alcalinolens
- Gymnopus alkalivirens
- Gymnopus allegreti
- Gymnopus allegretii
- Gymnopus alliaceus
- Gymnopus alnicola
- Gymnopus alnicolus
- Gymnopus alnicolus
- Gymnopus alpicola
- Gymnopus alpinus
- Gymnopus altrigilvus
- Gymnopus amarus
- Gymnopus amygdalisporus
- Gymnopus androsaceus
- Gymnopus androsaceus
- Gymnopus aporpohyphes
- Gymnopus aquosus
- Gymnopus asetosus
- Gymnopus atlanticus
- Gymnopus atratoides
- Gymnopus atratus
- Gymnopus atriceps
- Gymnopus atrigilvus
- Gymnopus atroviolaceus
- Gymnopus aurantiacus
- Gymnopus aurantiipes
- Gymnopus austrosemihirtipes
- Gymnopus avellaneidiscus
- Gymnopus avellaneigriseus
- Gymnopus bactrosporus
- Gymnopus badiialbus
- Gymnopus badipus
- Gymnopus barbipes
- Gymnopus bazugensis
- Gymnopus beltraniae
- Gymnopus benoistii
- Gymnopus bicolor
- Gymnopus biformis
- Gymnopus billbowesii
- Gymnopus bisporiger
- Gymnopus bisporus
- Gymnopus boryanus
- Gymnopus brassicolens
- Gymnopus brevipes
- Gymnopus brevistipitatus
- Gymnopus brunneigracilis
- Gymnopus brunnescens
- Gymnopus bulliformis
- Gymnopus butyraceus-trichopus
- Gymnopus campinaranae
- Gymnopus carnosus
- Gymnopus caryophilus
- Gymnopus castaneidiscus
- Gymnopus castaneus
- Gymnopus catalonicus
- Gymnopus ceraceicola
- Gymnopus ceraceus
- Gymnopus cervinicolor
- Gymnopus cervinus
- Gymnopus chalybeus
- Gymnopus chrysopeplus
- Gymnopus cinchonensis
- Gymnopus cockaynei
- Gymnopus collinus
- Gymnopus collybioides
- Gymnopus compressus
- Gymnopus confluens
- Gymnopus coniceps
- Gymnopus conigenoides
- Gymnopus contrarius
- Gymnopus coracicolor
- Gymnopus cremeimellus
- Gymnopus cremeostipitatus
- Gymnopus cremoraceus
- Gymnopus cyanocephalus
- Gymnopus cylindricus
- Gymnopus delicatellus
- Gymnopus densifolius
- Gymnopus densilamellatus
- Gymnopus dentatus
- Gymnopus denticulatus
- Gymnopus detersibilis
- Gymnopus dichrous
- Gymnopus diminutus
- Gymnopus discipes
- Gymnopus disjunctus
- Gymnopus domesticus
- Gymnopus druceae
- Gymnopus dryophilus
- Gymnopus dysodes
- Gymnopus dysosmus
- Gymnopus earleae
- Gymnopus eatonae
- Gymnopus eburneus
- Gymnopus ellisii
- Gymnopus eneficola
- Gymnopus erythropus
- Gymnopus exculptus
- Gymnopus expallens
- Gymnopus exsculptus
- Gymnopus exsculptus
- Gymnopus fagiphilus
- Gymnopus familia
- Gymnopus farinaceus
- Gymnopus fasciatus
- Gymnopus fertilis
- Gymnopus fibrosipes
- Gymnopus fimetarius
- Gymnopus flavescens
- Gymnopus floridanus
- Gymnopus foetidus
- Gymnopus foetidus
- Gymnopus foliiphilus
- Gymnopus fragillior
- Gymnopus fragillior
- Gymnopus fuegianus
- Gymnopus fuliginellus
- Gymnopus fulvidiscus
- Gymnopus fulvipes
- Gymnopus funalis
- Gymnopus fuscolilacinus
- Gymnopus fuscopurpureus
- Gymnopus fuscotramus
- Gymnopus fusipes
- Gymnopus fusipes var. rugosus
- Gymnopus geophilus
- Gymnopus geophyllus
- Gymnopus gibbosus
- Gymnopus glabrocystidiatus
- Gymnopus glabrosipes
- Gymnopus glatfelteri
- Gymnopus graveolens
- Gymnopus graveolens
- Gymnopus griseifolius
- Gymnopus hakaroa
- Gymnopus hariolorum
- Gymnopus herinkii
- Gymnopus hirtelloides
- Gymnopus hirtellus
- Gymnopus hondurensis
- Gymnopus huijsmanii
- Gymnopus hybridus
- Gymnopus hygrophoroides
- Gymnopus ignobilis
- Gymnopus imbricatus
- Gymnopus impudicus
- Gymnopus incarnatus
- Gymnopus indoctoides
- Gymnopus indoctus
- Gymnopus inexpectatus
- Gymnopus inodorus
- Gymnopus inusitatus
- Gymnopus inusitatus var. inusitatus
- Gymnopus iocephalus
- Gymnopus irresolutus
- Gymnopus jamaicense
- Gymnopus jamaicensis
- Gymnopus johnstonii
- Gymnopus juniperinus
- Gymnopus junquilleus
- Gymnopus kauffmanii
- Gymnopus kidsoniae
- Gymnopus kidsonii
- Gymnopus lachnophyllus
- Gymnopus lanipes
- Gymnopus lentinoides
- Gymnopus lilacinus
- Gymnopus limacinus
- Gymnopus lodgeae
- Gymnopus loiseleurietorum
- Gymnopus ludovicianus
- Gymnopus luridus
- Gymnopus luxurians
- Gymnopus macropus
- Gymnopus mammillatus
- Gymnopus marasmiiformis
- Gymnopus maurus
- Gymnopus melanopus
- Gymnopus meleagris
- Gymnopus menehune
- Gymnopus mesoamericanus
- Gymnopus microcarpus
- Gymnopus micromphaleoides
- Gymnopus micromphaloides
- Gymnopus microspermus
- Gymnopus microsporus
- Gymnopus montagnei
- Gymnopus monticola
- Gymnopus moseri
- Gymnopus mucubajiensis
- Gymnopus musicola
- Gymnopus mustachius
- Gymnopus myomyces
- Gymnopus nebularis
- Gymnopus neotropicus
- Gymnopus nidus-avis
- Gymnopus nigrita
- Gymnopus nigritiformis
- Gymnopus nigrodiscus
- Gymnopus nigroimplicatus
- Gymnopus nivalis
- Gymnopus nivalis
- Gymnopus nonnullus
- Gymnopus nubicola
- Gymnopus obesus
- Gymnopus obscuroides
- Gymnopus ocellus
- Gymnopus ocior
- Gymnopus oculatus
- Gymnopus oculus
- Gymnopus odorus
- Gymnopus omphalina
- Gymnopus omphalodes
- Gymnopus oncospermatis
- Gymnopus opacus
- Gymnopus oreadoides
- Gymnopus orizabensis
- Gymnopus pacificus
- Gymnopus pallidus
- Gymnopus palmarum
- Gymnopus parasiticus
- Gymnopus parvulus
- Gymnopus perforans
- Gymnopus peronatus
- Gymnopus phyllogenus
- Gymnopus physcopodius
- Gymnopus piceipes
- Gymnopus pilipes
- Gymnopus pilularius
- Gymnopus pinophilus
- Gymnopus platyphyllus
- Gymnopus pleurocystidiatus
- Gymnopus plumosus
- Gymnopus polygrammus
- Gymnopus polyphyllus
- Gymnopus ponderosae
- Gymnopus potassiovirescens
- Gymnopus praemultifolius
- Gymnopus pratensis
- Gymnopus pratensis var. pratensis
- Gymnopus pratensis β vitulinus
- Gymnopus pseudo-omphalodes
- Gymnopus pseudolodgeae
- Gymnopus pseudoluxurians
- Gymnopus pseudomphalodes
- Gymnopus pubipes
- Gymnopus pudens
- Gymnopus purpureicollus
- Gymnopus purus
- Gymnopus purus β purpureus
- Gymnopus putillus
- Gymnopus pygmaeus
- Gymnopus pyracanthoides
- Gymnopus pyrenaeicus
- Gymnopus quercophilus
- Gymnopus quinaultii
- Gymnopus radicatus
- Gymnopus ramealis
- Gymnopus ramealis
- Gymnopus ramulicola
- Gymnopus readii
- Gymnopus reflexus
- Gymnopus rhizomorphicola
- Gymnopus rigidichorda
- Gymnopus rigidichordus
- Gymnopus rimosus
- Gymnopus rodhallii
- Gymnopus roseilividus
- Gymnopus rugosoceps
- Gymnopus russula
- Gymnopus rutilans
- Gymnopus salakensis
- Gymnopus scorodonius
- Gymnopus sect. Androsacei
- Gymnopus sect.Gymnopus
- Gymnopus sect. Impudicae
- Gymnopus sect. Impudici
- Gymnopus sect. Iocephalae
- Gymnopus sect. Laevipedes
- Gymnopus sect. Perforantia
- Gymnopus sect. Vestipedes
- Gymnopus semihirtipes
- Gymnopus sepiiconicus
- Gymnopus sequoiae
- Gymnopus setulosus
- Gymnopus similis
- Gymnopus sinuatus
- Gymnopus sphaerosporus
- Gymnopus spissus
- Gymnopus spongiosus
- Gymnopus spongiosus
- Gymnopus squamiger
- Gymnopus stenophyllus
- Gymnopus striatipes
- Gymnopus strictipes
- Gymnopus subabundans
- Gymnopus subagricola
- Gymnopus subaquosus
- Gymnopus subavellaneus
- Gymnopus subconiceps
- Gymnopus subcyathiformis
- Gymnopus subflavescens
- Gymnopus subflavifolius
- Gymnopus subfunicularia
- Gymnopus subfunicularis
- Gymnopus sublaccatus
- Gymnopus sublatericius
- Gymnopus subluxurians
- Gymnopus subnivulosus
- Gymnopus subnudus
- Gymnopus subpruinosus
- Gymnopus subrigidichorda
- Gymnopus subrigidichordus
- Gymnopus subrugosus
- Gymnopus subsect. Alkalivirentes
- Gymnopus subsect.Gymnopus
- Gymnopus subsect. Impudici
- Gymnopus subsect. Perforantia
- Gymnopus subsect. Perforantia
- Gymnopus subsect. Peronati
- Gymnopus subsect. Pinophili
- Gymnopus subsulphureus
- Gymnopus subsupinus
- Gymnopus subterginus
- Gymnopus subtortipes
- Gymnopus sulphureus
- Gymnopus talisiae
- Gymnopus tamatavae
- Gymnopus tamblinganensis
- Gymnopus tenuifolius
- Gymnopus tenuipes
- Gymnopus terginus
- Gymnopus termiticola
- Gymnopus texensis
- Gymnopus thiersii
- Gymnopus tomentellus
- Gymnopus tortipes
- Gymnopus trabzonensis
- Gymnopus tricholoma
- Gymnopus trogioides
- Gymnopus trullisatus
- Gymnopus tuberosus
- Gymnopus ugandensis
- Gymnopus umbonatus
- Gymnopus unakensis
- Gymnopus uniformis
- Gymnopus variicolor
- Gymnopus velutipes
- Gymnopus vernus
- Gymnopus villosipes
- Gymnopus vinaceus
- Gymnopus virescens
- Gymnopus virginianus
- Gymnopus viridis
- Gymnopus vitellinipes
- Gymnopus volkertii
- Gymnopus westii
- Gymnopus xuchilensis
- Gymnopus xuchiliensis